# クヴィエタ・パツォウスカー
クヴィエタ・パツォウスカー（チェコ語: Květa Pacovská、1928年7月28日 - 2023年2月6日）は、チェコの画家。

## 生涯
プラハ生まれ。幼い頃から本や絵や音楽に囲まれて過ごした。父親はオペラ歌手であったが、ナチス・ドイツによるチェコ占領（→ナチス・ドイツによるチェコスロバキア解体）の際強制収容所に送られ帰らなかった。戦後奨学金を得てプラハ応用美術大学に進み、チェコキュビスムの代表的画家エミール・フィラに学んだ。
鮮やかな色使い、自由奔放な形・線・構成を特徴としており、多くの絵本・リトグラフ・タブロー・紙細工などを制作している。
2023年2月6日、死去。94歳没。